# Pius Alexander Wolff

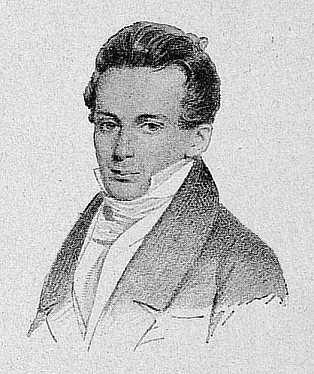
Pius Alexander Wolff

Pius Alexander Wolff, auch Wolf, (* 3. Mai 1782 in Augsburg; † 28. August 1828 in Weimar) war ein deutscher Schauspieler und Schriftsteller. Er war der Ehemann der Schauspielerin Amalie Wolff-Malcolmi.

## Leben und Wirken
Am 3. Mai 1782 kam Pius Alexander Wolff in Augsburg als Sohn des Buchhändlers Franz Xaver Wolff († 29. Januar 1803) und dessen Frau Sabina, geb. Schropp (1754–1821) zur Welt. Die anfängliche Erziehung und Unterricht genoss er zuhause durch einen Hauslehrer, bevor er in Augsburg das Jesuitenkolleg St. Salvator besuchte, um Geistlicher zu werden.

### Kaufmännische statt geistlicher Ausbildung
Als seine Mutter ein florierendes Geschäft erbte, beschlossen die Eltern, ihn einen kaufmännischen Beruf erlernen zu lassen. Er wurde von ihnen frühzeitig auf Reisen geschickt, damit er sich fortbilde und Geschäftskenntnisse aneigne. Pius Alexander erlernte das Französische, Englische, Italienische und Spanische und las die Schriftsteller in den jeweiligen Landessprachen. Er übte sich aber auch im Zeichnen und Malen, im Dichten und im Musizieren.
Am 9. September 1797 begann er in Berlin bei Verwandten seiner Mutter eine kaufmännische Ausbildung in der Schropp'schen Kunst- und Landkartenhandlung. Schon während der Ausbildung besuchte er das Theater in Berlin, an dem August Wilhelm Iffland, Ferdinand Fleck und Heinrich Eduard Bethmann große Erfolge feierten. Am Ende seiner abgeschlossenen Ausbildung machte er Ende 1800 eine ausgedehnte Reise an den Rhein, die ihn über Schaffhausen nach Basel, Colmar und Straßburg führte.

### Entdeckte Liebe zur Schauspielerei
In Straßburg spielte er in einer familiären Liebhaberaufführung und fand soviel Gefallen an der Schauspielerei, dass er bei seiner Rückkehr in Augsburg mit anderen jungen gebildeten Leuten eine Dilettantengesellschaft gründete, die unter viel Beifall erste Stücke aufführte – sehr zum Missfallen seines Vaters. Erst als sein Vater am 29. Januar 1803 starb, konnte er seinen schon länger gefassten Entschluss, Schauspieler zu werden angehen. Ohne das Wissen der Mutter fuhr er nach Weimar, wo er hoffte durch Johann Wolfgang von Goethe in die Schauspielerei und in die schöne Literatur eingeführt zu werden.
Auf dem Weg nach Weimar schloss sich ihm am 28. Juni 1803 in Nürnberg sein Augsburger Bekannter Karl Franz Grüner an, der sich nach seinem Militärdienst ebenfalls zum Schauspieler ausbilden lassen wollte. Zusammen trafen sie am 21. Juli 1803 in Weimar ein und stellten sich sofort Goethe vor. Goethe jedoch hatte zu dieser Zeit „das Theaterwesen ziemlich aus dem Sinn geschlagen“, ließ sich aber durch die beiden jungen Leute für das Theater wieder begeistern. Da er just Zeit hatte und seine heitere Ruhe genoss, unterwies er beide gründlich in seine Vorstellungen der Schauspielerei, aus denen sich später seine berühmt gewordenen Regeln für Schauspieler entwickelten. Er schrieb sogar an die Mutter von Pius Alexander Wolff, um sie über die Entscheidung ihres Sohnes zu beruhigen.

### Engagement im Weimarer Hoftheater und Schauspielunterricht durch Goethe

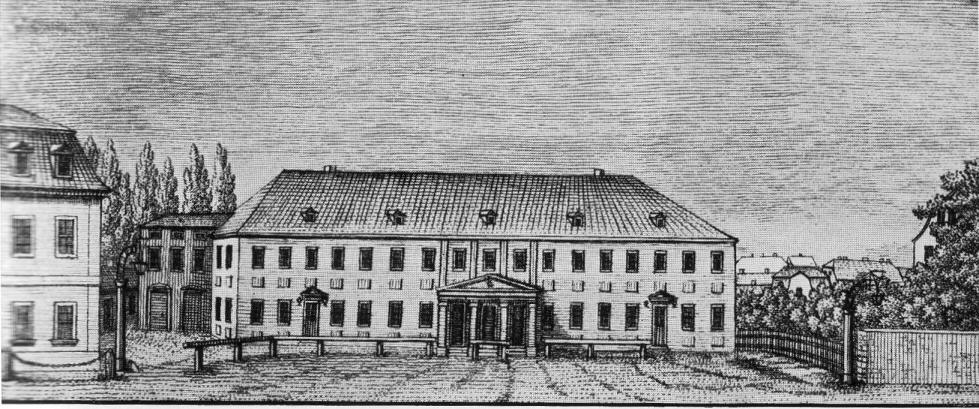
Das alte Hoftheater um 1800

Mit einer halbjährigen Probezeit erhielt Wolff ein dreijähriges Engagement am Weimarer Hoftheater. Goethe war mit ihm hoch zufrieden.

„So viel ich auch ins Ganze gewirkt habe und so manches durch mich angeregt worden ist, so kann ich doch nur einen Menschen, der sich ganz nach meinem Sinne von Grund auf gebildet hat, nennen: das war der Schauspieler Wolff!“

Goethe formte Wolff im persönlichen Umgang und versuchte seinen Geschmack durch die Rollen zu bilden, die er ihm zu spielen gab, darunter solche in Stücken von Friedrich Schiller.

„Wie ein Kind hat Wolff seinen Lehrer, wie ein Vater Goethe seinen Zögling geliebt. Und dies Band der Geister und Herzen hat gehalten bis in die spätesten Tage, bis zum letzten Augenblicke, wo Goethe von seinem Landsitze aus sich in herzlich bekümmerten Zeilen um den Zustand des Sterbenden erkundigte.“

Am 1. Oktober 1803 trat Wolff zum ersten Mal im Weimarer Hoftheater auf in der Erstaufführung von Shakespeares „Julius Cäsar“. Wolf spielte darin die drei kleinen Rollen des Cinna, Marcellus und Massala. Die nächstgrößere Rolle, die Goethe ihm gab, war der Seid im „Mahomet“ von Voltaire. Mit Wolffs Darstellung war Goethe so zufrieden, dass er ihn von da regelmäßig kleinere Rolle anvertraute. Dennoch verstrich einige Zeit bis Wolff seine Neigungen und das Fach ausloten konnte für das sich seine Begabung am meisten eignete. Er strebte nach formeller Vollendung, dem Ziel der Goetheschen Theaterschule.
In seiner Wertschätzung für Wolff und seine Arbeit ließ Goethe am 26. Mai 1804 Wolffs erstes Stück aufführen, Die drei Gefangenen, eine Überarbeitung eines französischen Lustspiels von Emmanuel Dupaty. Wolffs erstes Stück blieb lange im Repoire der deutschen Bühnen.
Am 26. Dezember 1804 heiratete er seine frisch geschiedene Schauspielkollegin Amalie Becker geb. Malcomi, die 1794 mit 11 Jahren am Weimarer Hoftheater angestellt worden war.

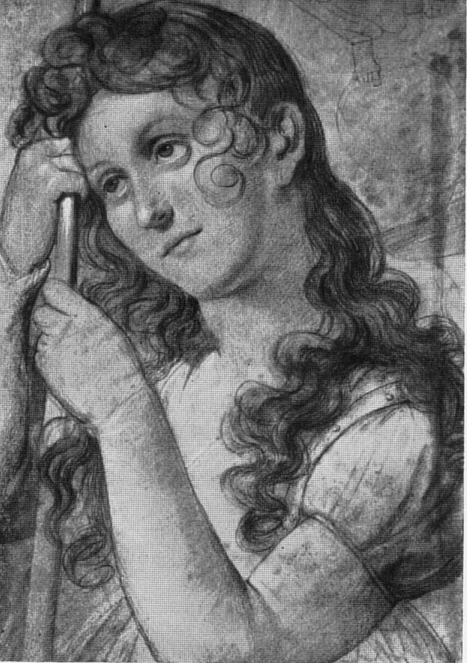
Amelie Wolff-Malcomi als Jungfrau von Orleans

Auch die nächsten zwei kleineren dramatischen Stücke von Wolff wurden im folgenden Jahr aufgeführt. Am 2. Februar 1805 wurde das in Versen geschriebene Lustspiel Der Selbstgefällige aufgeführt, am 8. Mai 1805 folgte die ebenfalls einaktige Posse Bankrott aus Liebe. Leider sind beide Stücke verloren gegangen. In demselben Jahr spielte Wolff den Derwisch Al Hafi in Lessings Nathan der Weise und zeigte seine Begabung als Anton in Ifflands Jäger, als Leiceister in Friedrich Schillers Maria Stuart und als Weislingen in Goethes Götz von Berlichingen. Seine Darstellung des Leiceister wurde als mustergültig angesehen.
Wolff Spiel harmonierte auf der Bühne (wie im Leben) mit dem seiner Frau. Er spielte in Goethes Tasso die Titelrolle, während seine Frau die Prinzessin mimte. Gemeinsam spielten beide in Iphigenie und in Romeo und Julia. Dabei riss sie oft mit ihrem Temperament ihren zaghafteren Mann mit.

„Wolff gewann durch diese Ehe an innerem Halt, sie schützte ihn vor vielen Irrtümern und trug dazu bei, sein künstlerisches Streben rein zu halten“

1806 machten die kriegerischen Ereignissen nicht vor Weimar halt. Die Herzogin Anna Amalia flüchtete mit ihrer Hofdame ins Exil. Weimar wurde von den Franzosen geplündert.
Im Jahre 1807 gab das Weimarer Theater mit den beiden Wolffs ein Gastspiel  in Leipzig, bei dem seine Frau gefeiert wurde.
Beim Erfurter Fürstenkongress im Jahre 1808 sah Wolff den berühmten Schauspieler François-Joseph Talma. Als Talma auf Goethes Einladung nach Weimar kam, schlossen Wolff und Talma Freundschaft. Es wurde eine Freundschaft fürs Leben.
Am 17. Mai 1809 trat Wolf zum ersten Male als Hamlet in Shakespeares Stück auf, das die Brüder August Wilhelm und Friedrich Schlegel neu übersetzt hatten. Seine Darstellung wurde von der Kritik als erstklassig gelobt.
In Der vierundzwanzigste Februar  von Zacharias Werner, aufgeführt am 24. Februar 1810, waren die Wolffs als Kurt und Trude nach Goethes Urteil triumphal.

„Der vierundzwanzigste Februar von Werner, an seinem Tage aufgeführt, war vollends ein Triumph vollkommener Darstellung. Das Schreckliche des Stoffs verschwand vor der Reinheit und Sicherheit der Aufführung; dem aufmerksamen Kenner blieb nichts zu wünschen übrig.“

Im selben Jahr führte das Weimarer Hoftheater Wolffs Lustspiel Cäsario auf, das als sein bisher Bestes bewertet wurde. Wolff und seine Frau spielten als erste Goethes Faust.  Der bewunderte August Wilhelm Iffland gab ein Gastspiel in Weimar und lud die Wolffs zu einem Gastspiel nach Berlin ein. Der Einladung konnten sie aber erst 1811 folgen, da sie vorher keinen Urlaub erhielten: Goethe versuchte, das Auftreten der Weimarer Schauspieler auf fremden Bühnen wegen der Gefahr der Abwerbung zu verhindern.

### Gastspiel in Berlin und Ende in Weimar
Das Ehepaar Wolff gab  im  April 1811 zuerst in Leipzig einige Vorstellungen. Ende des Monats traf es in Berlin ein und wirkte in den mit Iffland vereinbarten Stücken mit. Allerdings durften sie nach den Bestimmungen des Berliner Theaters nicht gemeinsam auftreten. Dabei entfaltete sich Wolffs Talent erst im Zusammenspiel mit seiner Frau. Auch waren Wolffs Glanzrollen, der Hamlet und Torquato Tasso,  nicht in Ifflands Theater einstudiert. Es entging dem Publikum nicht, dass unterschiedliche Auffassungen über die Schauspielerei Wolff und Iffland trennten. Man warf den Wolffs Unnatürlichkeit und Steifheit vor, auch wenn man den guten Vortrag und beider Eingehen auf die Rollen anerkannte. In der  Folge versuchte Wolff, idealistische und realistische Darstellung besser zu vereinen.
Der Empfang der Rückkehrer in Weimar war herzlich. Goethe überschüttete sie mit Anerkennungen für ihre Leistungen, unter anderem mit Zeilen zum Geburtstag von Amalie Wolff. Dennoch sahen sich die Wolffs nach einem anderweitigen Engagement um. Das Amt eines Regisseurs war Pius Alexander von Franz Kirms  verwehrt worden. 
Als Graf Brühl, der nach Ifflands Tod die Leitung des Königlichen Schauspielhauses in Berlin übernommen hatte, ihnen ein Angebot machte, nahmen sie es an. Mit Ablauf seines Weimarer Vertrages am 28. September 1815 reichte Wolff zugleich im Namen seiner Frau sein Entlassungsgesuch ein. Ihm gab Goethe am 27. Oktober widerwillig statt. Es folgten unerquickliche Auseinandersetzungen um die Rückgabe von Garderobestücken und die Rückzahlung von Vorschüssen. Davon unberührt verabschiedeten sich die beiden Wolffs am 28. März 1816 mit Romeo und Julia von dem Weimarer Publikum. Auch Goethes Ärger legte sich. Er bat seinen Freund Carl Friedrich Zelter, ihm über beider Empfang in Berlin zu berichten.

### Mitglied der Königlichen Bühne in Berlin

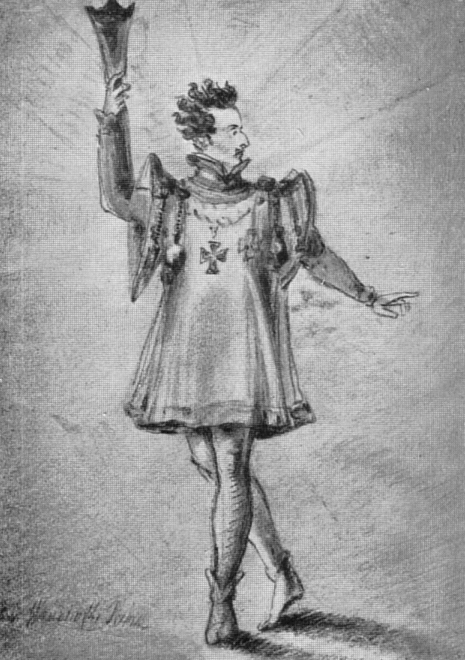
Pius Alexander Wolff als standhafter Prinz in Calderóns gleichnamigem Drama

Zunächst sollten die Wolffs in Berlin jährlich 3 000 Taler Gehalt erhalten, 1 700 Taler für Amalie und für Pius Alexander 1 000 Taler. Die Bestimmungen wurden später zu seinen Gunsten geändert, was eine erhebliche Gehaltsverbesserung bedeutete.
Mit Spannung wurde Wolffs erster Auftritt am 23. April 1816 als Mitglied der Königlichen Bühne erwartet. Wolff wählte die Rolle des Hamlet und die Kritik bescheinigte ihm bedeutende Fortschritte im Vergleich zu seinem früheren Gastspiel. Zelter berichtete Goethe, dass er mit seinem Zögling Ehre einlege. Amalie Wolff als Phaidra debütierte weniger glücklich, weil sie an den Erwartungen gemessen wurde, die ihre Vorgängerin, Friederike Bethmann-Unzelmann, in dieser Rolle beim Publikum geweckt hatte. Anfangs hatten beide keinen einfachen Stand. Man vermisste in ihrem Spiel Lebendigkeit und Natürlichkeit. Auch wechselte die Gunst des Publikums. Lag sie früher bei Gastspielen bei Amalie Wolff, so verlagerte sie sich jetzt mehr zu ihrem Mann.
Bald aber gewannen beide mit ihrem Spiel die Herzen, besonders nachdem Pius Alexander vom Grafen Brühl die Regie für das Trauer- und Schauspiel übertragen bekam. Den ersten größeren Erfolg erzielte er am 15. Oktober 1816 mit der Aufführung des „Standhaften Prinzen“ von Pedro Calderón de la Barca. Wolff bekam in dieser Rolle, die er schon in Weimar gespielt hatte, „den allergrößten und wohlverdienten Ruhm“.
Anders als in Weimar fühlten sich die Wolffs in der lebhaften Großstadt Berlin nicht recht wohl und zogen sich gern von der Gesellschaft zurück. Sie verkehrten in einem kleinen Kreis enger Freunde, zu denen die Familie Beer, Karoline Bauer und die sogenannte Mittwochsgesellschaft – eine Vereinigung von Künstlern, Schriftstellern und Kunstliebhabern – gehörten.
Das Berliner Schauspielhaus brannte am 29. Juli 1817 nieder. Danach musste Wolff im Opernhaus spielen, dessen riesiger Raum ihm stimmlich Probleme machte.

### Krankheiten und Tod
In der Folgezeit häuften sich Krankheiten. Dennoch kam Wolff seinen Verpflichtungen gewissenhaft nach, trat mit seiner Frau auf Gastspielreisen gemeinsam auf und schrieb an seinen Stücken. Im Jahr 1818 vollendete er die Posse Der Hund des Aubry und am 14. März 1821 wurde Preciosa mit Bühnenmusik von Carl Maria von Weber zum ersten Mal in Berlin gegeben. In dieser Schaffensperiode raubte ihm im Herbst 1821 eine Gehirnentzündung 28 Tage lang die Fähigkeit zu lesen und sprechen.
Nach einem bejubelten Auftritt am 10. April 1822 als Orest und Iphigenie in Dresden machte das Ehepaar die Bekanntschaft des Schriftstellers Ludwig Tieck. Zurück in Berlin erkrankte Wolff an einem Fieber, das ihn bis Ende Januar 1823 davon abhielt, Vorstellungen zu geben. Eine Reise nach Südfrankreich im Jahre 1824 brachte nur wenig Besserung.
In dieser Situation nahm Wolff Verhandlungen mit der Dresdner Bühne auf, für die Tieck das Ehepaar zu gewinnen suchte. Man bot ihnen ein Gehalt von 4 000 Talern auf Lebenszeit und zeigte sich auch ansonsten entgegenkommend. Aber die Wolffschen Hoffnungen scheiterten am preußischen König Friedrich Wilhelm III., der das Entlassungsgesuch höflich, anerkennend und schmeichelnd ablehnte.
Wegen seines Gesundheitszustandes legte Wolff 1823 sein Amt als Regisseur nieder und trat nur noch selten in Berlin auf. Im Herbst 1825 suchte er um einen längeren Urlaub für eine Kur in Nizza nach, zu der Ärzte geraten hatten. Da die Kur nicht anschlug, reiste er im Dezember nach Paris. Dort ordnete er seine Theaterangelegenheiten und traf noch einmal Talma. Anschließend setzte Wolff in Bad Ems seine unterbrochene Kur fort und kehrte scheinbar gestärkt nach zehnmonatiger Abwesenheit nach Berlin zurück.
Doch seine Kehlkopftuberkulose verschlimmerte sich und beraubte ihn schließlich 1828 der Sprache. Eine erneute Kur in Bad Ems brach er ab, als er sein Ende kommen fühlte. Auf der Rückreise nach Berlin musste er in Weimar eine Ruhepause einlegen. Dort starb er am 28. August 1828. Bei seiner Beerdigung am Sonntag, den 31. August, hielt sein Kollege Karl Ludwig Oels, Freimaurer wie Wolff, die Trauerrede. Goethe, der nicht in Weimar war, schickte eine aus Efeu geflochtene Lyra als Grabschmuck.
Amalie Wolff trat weiter am Berliner Theater auf, bis ein Augenleiden 1844 ihre Laufbahn beendete. Trotz körperlicher Gebrechen blieb sie geistig rüstig bis zu ihrem Tod am 28. August 1851. Sie wurde auf dem Dreifaltigkeitsfriedhof in Berlin begraben.
Unter allen Werken von Pius Alexander Wolff hat sich Preciosa noch immer im Repertoire der Theater gehalten. Es wurde in fremde Sprachen übersetzt, so in das Dänische und in das Englische und – etwas arg zu einer Oper verstümmelt – in das Französische. Mit seinen anderen Arbeiten konnte sich Wolff jedoch nicht auf der Bühne behaupten, zumal sie an einer gewissen Sentimentalität litten. Seine Begabung lag in der Lyrik, im Drama erfand er zwar komische Situationen, die ihm wohl gerieten, dennoch arteten seine Gestalten zu sehr in das Groteske aus und verfielen daher nicht selten eher ungewollt in die Karikatur. Dieser Umstand erklärt es auch, warum seine Lustspiele und Possen den Wechsel des Geschmackes ziemlich gut überlebten.

## Werke
- Die drei Gefangenen, Drama, 1804
- Der Selbstgefällige, Lustspiel, Einakter in Versen, 1805 (verschollen)
- Bankrott aus Liebe, Posse, 1805 (verschollen)
- Cäsario, Lustspiele in fünf Akten, 1810
- Pflicht um Pflicht, Drama, 1817
- Der Hund des Aubry, Posse, 1818
- Preciosa, Schauspiel (mit Bühnenmusik von Carl Maria von Weber), 1820
- Adele von Budoy, Singspiel in einem Aufzug, 1821
- Die Zeichen der Ehe, Posse in vier Aufzügen, 1828
- Treue siegt in Liebesnetzen, Schauspiel in einem Aufzug, 1828, in: Jahrbuch dt. Bühnenspiele, Bd. 7
- Der Kammerdiener, Posse, Erstausgabe 1832

## Zitate
„Wird man wo gut aufgenommen, muss man ja nicht zweimal kommen.“